# Abraham Lempel
Abraham Lempel אברהם למפל (Leopoli, 10 febbraio 1936 – 4 febbraio 2023) è stato un informatico israeliano, originario della Polonia.

## Biografia
È uno dei padri degli algoritmi di compressione dati senza perdita della famiglia LZ. 
Il suo lavoro passa alla storia con la presentazione nel maggio del 1977 dell'algoritmo LZ77 in un documento intitolato A Universal Algorithm for Sequential Data Compression (Un algoritmo universale per la compressione dati sequenziale) scritto assieme a Jacob Ziv.
La L nei nomi dei seguenti algoritmi indica Lempel:
- 1977: LZ77 (Lempel–Ziv)
- 1978: LZ78 (Lempel–Ziv)
- 1984: LZW (Lempel–Ziv–Welch)
- LZR (LZ–Renau)
- LZS (Lempel–Ziv–Stac)
- LZO (Lempel–Ziv–Oberhumer)
- 2001: LZMA (algoritmo Lempel–Ziv–Catene di Markov)
- 2009: LZMA 2

Anche LZX, LHA (LHarc) e LZH traggono spunto dai lavori di Lempel
Il suo lavoro gettò le basi per formati grafici compressi quali GIF, TIFF e JPEG.
Lempel fondò HP Labs—Israel nel 1994, dove lavorò come direttore sino al 2007.
Ha vinto vari premi:
- Paris Kanellakis Award (1997)
- IEEE Richard W. Hamming Medal (2007) [1]

- Golden Jubilee Award for Technological Innovation from the IEEE Information Theory Society (2008)[2]